# Santa Maria in Cappella

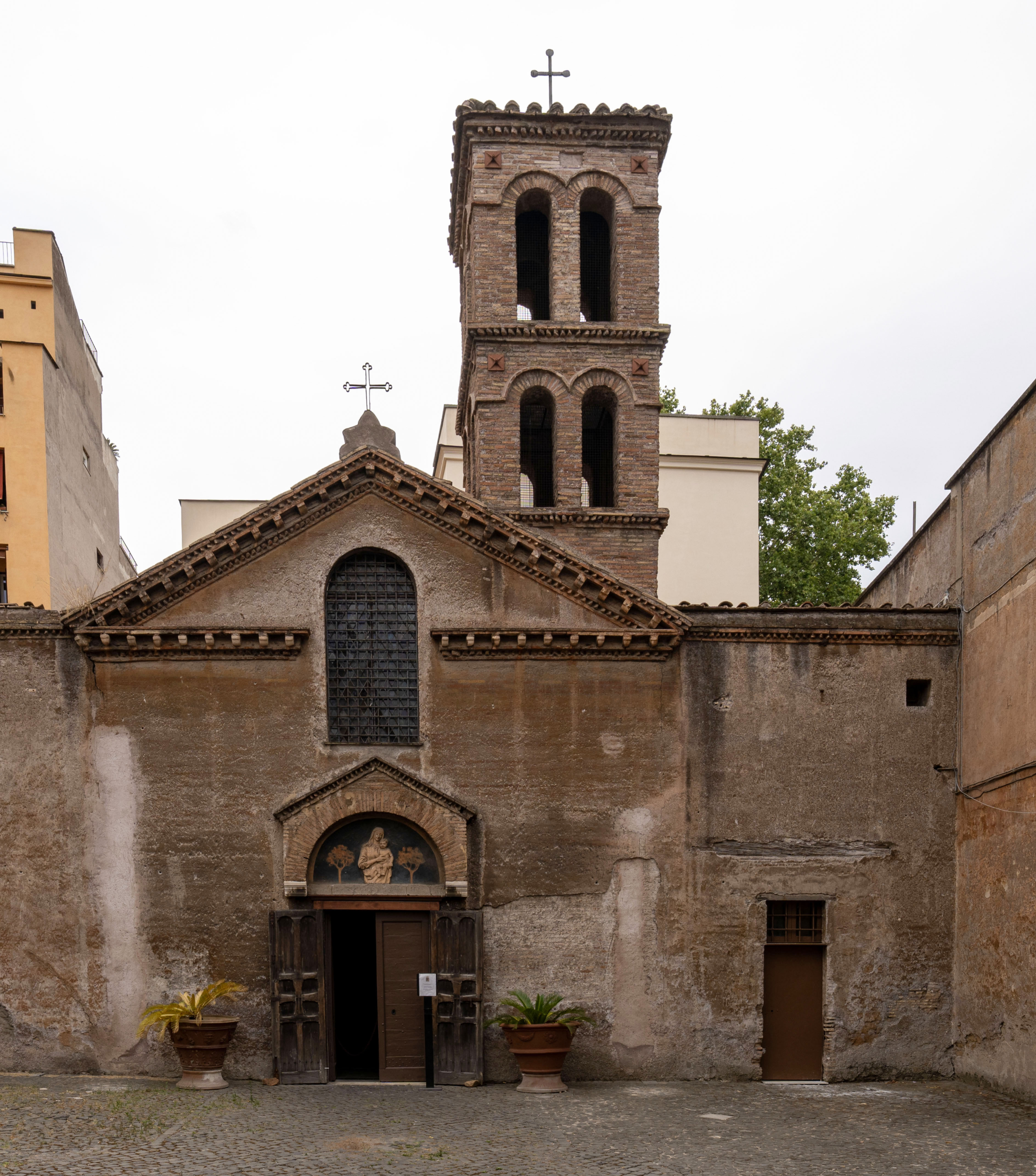
Blick vom Vorhof auf Fassade und Glockenturm

Santa Maria in Cappella, auch Santa Maria della Pigna, ist eine Kirche in Rom. Sie stammt in Teilen noch aus dem 11. Jahrhundert und diente unter anderem als Hospital. Ihre Geschichte war seit dem 17. Jahrhundert eng mit der Geschichte der Doria-Pamphilj verbunden. In der Kirche wurde der spätere Papst Pius IX. zum Priester geweiht. Heute ist sie, zumeist nicht öffentlich zugänglich, Kirche eines benachbarten Altersheimes, das von Vinzentinerinnen geführt wird.

## Lage und Namensgebung
Die Kirche liegt im XIII. römischen Rione Trastevere an dem nach ihr benannten Vicolo di Santa Maria in Cappella, etwa 300 Meter südlich der Tiberinsel.
Die Geschichte des Namens und Beinamens ist kompliziert und nicht ganz geklärt. Das Patrozinium der Hl. Maria ist seit dem 11. Jahrhundert gesichert, davor soll die Kirche Jesus Christus als Salvator Mundi geweiht gewesen sein, was allerdings unklar und umstritten ist, möglicherweise handelt es sich um eine Verwechslung mit der frühen Geschichte von San Salvatore delle Coppelle. Auch die Herleitung des Beinamens in Cappella ist unklar. Es gibt drei Theorien dazu: Die einfachste ist, dass die Kirche zuvor tatsächlich eine Kapelle war, was abgelehnt wird. Die nächste besagt, dass es sich um eine Verschleifung von in Cuppella handelt, das sei eine Ableitung des Gewerbes der Zunft der Fassbinder (Cuppella = kleines Fass), die im Italienischen auch Barilari heißen. Die Kirche war in ihrem Besitz, allerdings erst seit 1540, so dass diese Möglichkeit aufgrund des seit dem 12. Jahrhundert nachgewiesenen Beinamens ausscheidet. Die als am wahrscheinlichsten geltende Theorie leitet den Beinamen von einer falsch gelesenen und so weitergebenen, noch heute erhaltenen, Weiheinschrift von 1050 ab. Es heißt dort in einem Satz: QV(A)E APPELL(ATVR) AD PINEA(M). Aus E APELL A soll der Beinamenswechsel von ad Pineam zu in Cappella herrühren.

## Geschichte und Baugeschichte
Unter der Kirche wurde im 19. Jahrhundert bei Bauarbeiten eine frühchristliche Inschrift aus der zweiten Hälfte des 4. Jahrhunderts aufgefunden, dennoch gibt es bislang keine weiteren Hinweise auf die Existenz eines Kirchenbaues aus dieser Zeit an genau dieser Stelle. Der in der Kirche noch erhaltenen Inschrift zufolge, die Weihe am 25. März 1090 betreffend, war der Bau eine Stiftung eines Damasus, möglicherweise ist die Kirche allerdings noch etwas älter. Auch nicht ganz geklärt ist das Aussehen des ursprünglichen Baues, er kann damals schon dreischiffig angelegt worden sein. 1113 wurde von vier Bischöfen ein Altar in der Kirche geweiht. Die Kirche wird in verschiedenen mittelalterlichen Katalogen erwähnt, so 1230 und 1320.
Bereits ab 1391 wurde ein Armenhospiz und ein Hospital angebaut, beides Stiftungen der Schwiegereltern der heiligen Franziska von Rom, die auch hier tätig war, intensiv ab 1401. Architekt war der Schwager der Heiligen, Andreozzo Ponziani. Der erste Krankensaal wurde wohl im, dann dafür separierten, rechten Seitenschiff eingerichtet. Nach dem Tod der Franziska 1440 übernahmen die von ihr gegründeten Oblatinnen des Klosters Tor de'Specchi die Kirche und die karitativen Einrichtungen. Allerdings verfielen die Anlagen und die Kirche danach, so dass ab 1540 die Zunft der Fassbinder, die Compagnia de' Barilari, die Kirche übertragen bekam, sie restaurierte und teilweise neu ausstatten ließ. Das linke Seitenschiff wurde vorübergehend als Heulager genutzt. Das Hospital wurde erst im ersten Viertel des 17. Jahrhunderts wieder eröffnet, es diente speziell böhmischen Pilgern. Veranlasst wurde die Wiedereröffnung von Kardinal Giangarzia Millini vor 1629. Eine testamentarische Verfügung des Kardinals Antonio Barberini von 1645 bestimmte, dass hier monatlich Brot an Bedürftige verteilt werden sollte.
Papst Innozenz X. übergab die Kirche am 23. Januar 1653 seiner Schwägerin Olimpia Maidalchini, die zuvor bereits unmittelbar neben dem Gebäude Land gekauft hatte und sich einen Lustgarten und eine Villa errichten ließ. Eine Restaurierung der Kirche wurde vom Sohn Olimpia Maidalchinis, Camillo Pamphilj, im 17. Jahrhundert durchgeführt. Danach verfielen, trotz eines Fassadenbaus aus dem 17. oder 18. Jahrhundert, abermals Kirche und Gebäude, zumindest das Spital blieb noch in Funktion. 1760 gelangte aufgrund des Aussterbens der Pamphilj das Gelände an Giovanni Andrea IV. Doria, acht Jahre später nahmen die Doria den Doppelnamen Doria-Pamphilj an. Sein Sohn Giorgio Andrea IV. Doria-Pamphili-Landi übertrug im November 1796 die Kirche der Bruderschaft Pia Unione di S. Paolo Apostolo delle Genti und stiftete liturgische Gerätschaften. 1857 stiftete Filippo Andrea V. Doria Pamphilj Geld für die Errichtung eines Spitals für chronisch Erkrankte, woraufhin die Bauarbeiten begannen. Die Familie Doria-Pamphilj ließ die Kirche 1858 umfänglich restaurieren, ab diesem Jahr übernahmen die Vinzentinerinnen Kirche und Kloster. Dabei verschwanden jedoch die mittelalterlichen Fresken, die noch auf einem Aquarell von Achille Pinelli zu sehen sind. Von 1880 bis 1881, ebenfalls von den Doria-Pamphilj finanziert, wurde die Kirche durch den Architekten Andrea Busiri Vici vollständig restauriert, mit Fresken ausgestattet und das verfallene rechte Seitenschiff restauriert und neu aufgebaut. Von 1891 bis 1892 erfolgte die Wiedererrichtung des linken Seitenschiffes. 1971 wurde das Altersheim Santa Francesca Romana eingerichtet, dessen Kirche der Bau heute ist. Wegen schwerer statischer Probleme wurde in den 1980er Jahren eine Restaurierung begonnen, die jedoch mit erheblichen finanziellen Problemen zu kämpfen hatte.

## Fassade und Campanile

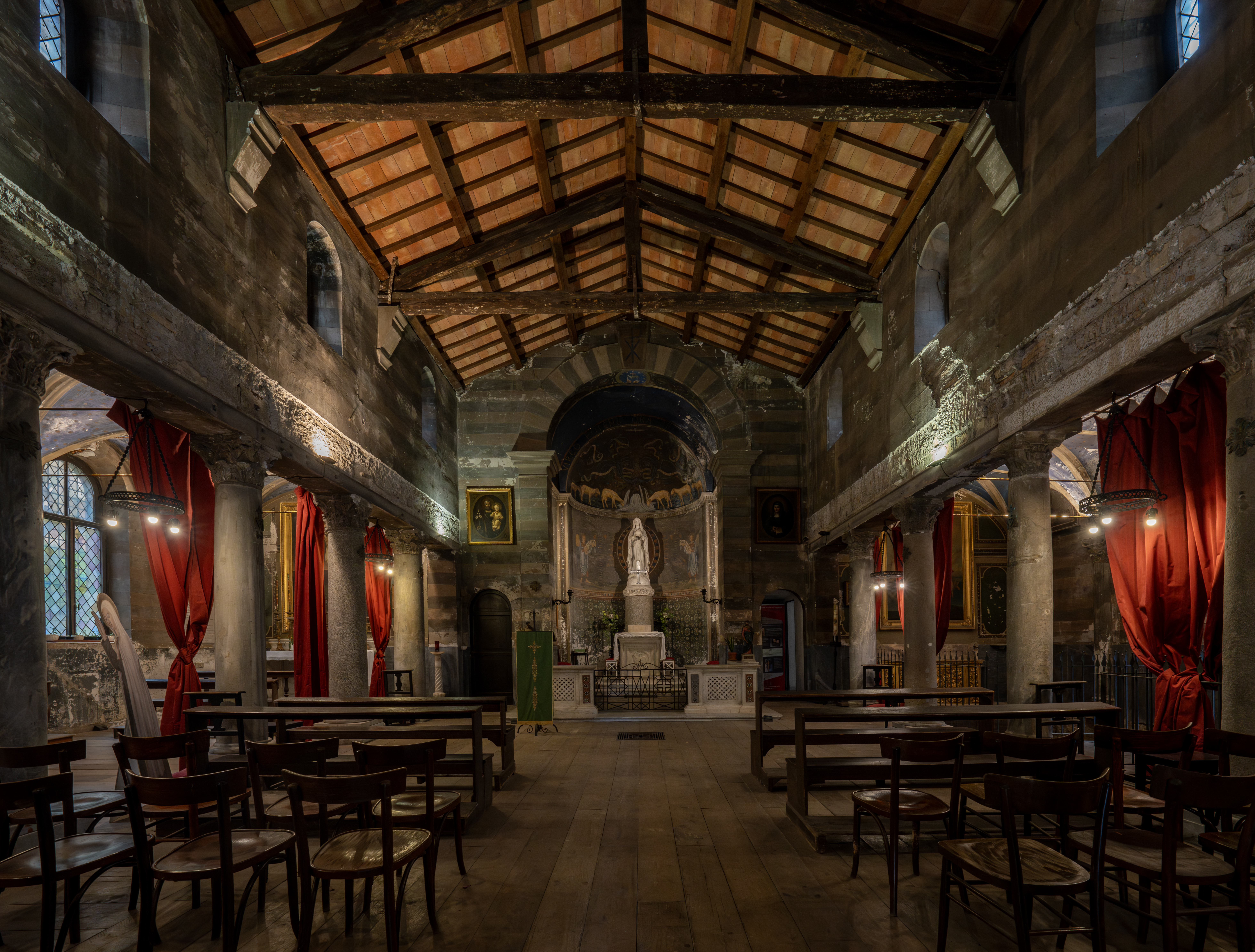
Hauptschiff

Die einfache Fassade in ihrer heutigen Form entstammt den Renovierungen des ausgehenden 19. Jahrhunderts, enthält aber noch einige ältere Teile. Sie ist einachsig und eingeschossig ausgeführt. Oberhalb des einfachen Portals ist ein Prothyrus angebracht, in seiner Lünette ist eine Marienfigur mit Kind zwischen zwei Pinien gearbeitet, als Reminiszenz an den alten Namen. Die Arbeit ist modern und wurde 1966 ausgeführt. Das oberhalb befindliche Rundbogenfenster hingegen ist schon spätestens seit 1754 an diesem Ort. Es wurde vermutet, dass das Gesims noch mittelalterlich sei, was sich als falsch herausstellte, es ist auch eine Arbeit des 19. Jahrhunderts. Hinter dem heute sichtbaren Gesims könnten sich allerdings noch Reste des ursprünglichen befinden.
Der Campanile rechts hinter der Fassade ist noch mittelalterlich, er stammt noch aus dem 11. Jahrhundert, eine Quelle nannte das 12. Jahrhundert, wurde aber durch Analysen widerlegt. Die zwei Geschosse enthalten Biforienfenster, die Geschosse sind aber nicht durch eine Decke getrennt, der Innenraum läuft vom Boden bis zur Spitze durch. Ein mittelalterliches Kapitell hat sich noch erhalten.

## Inneres

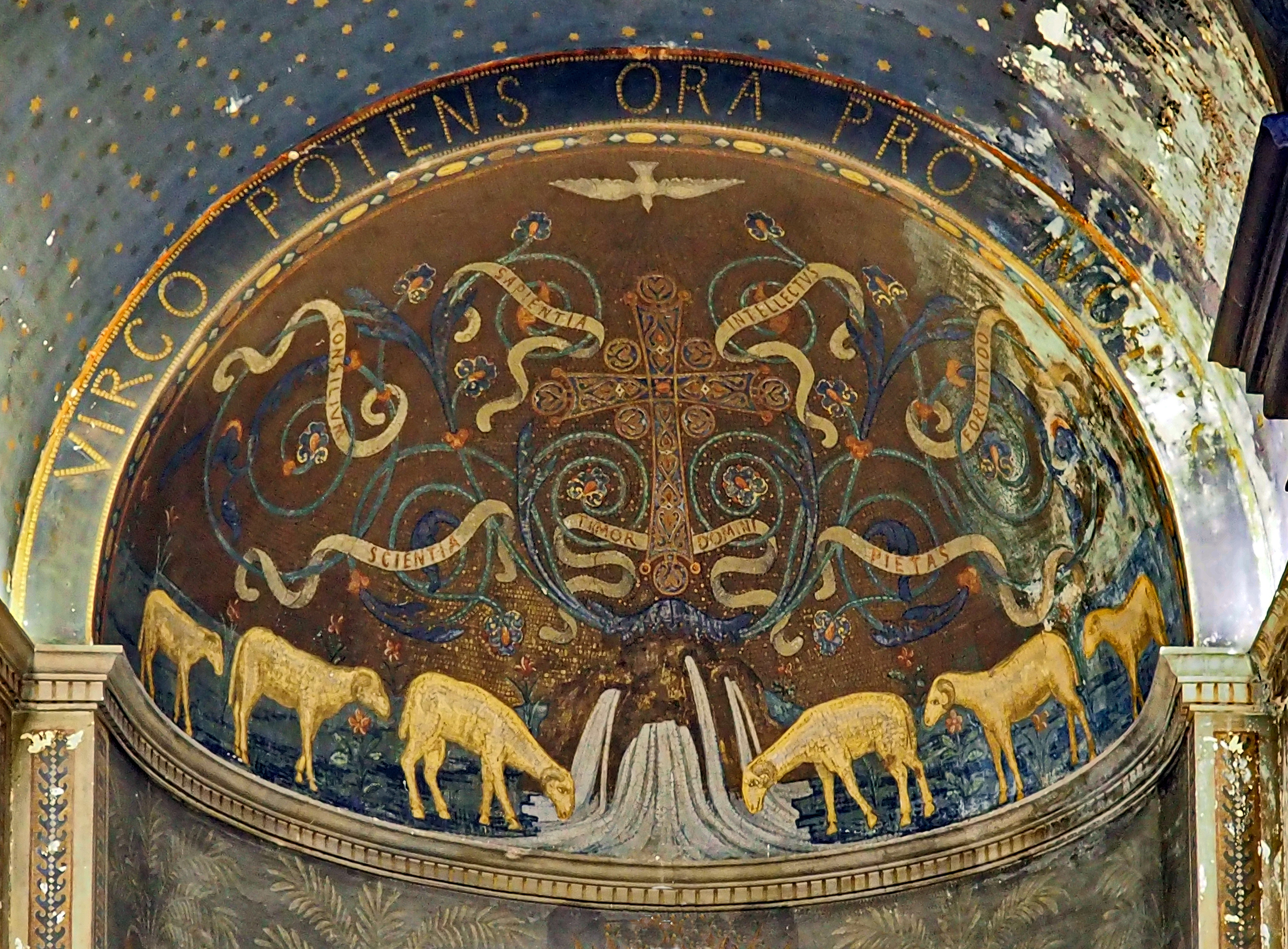
Apsiskalotte

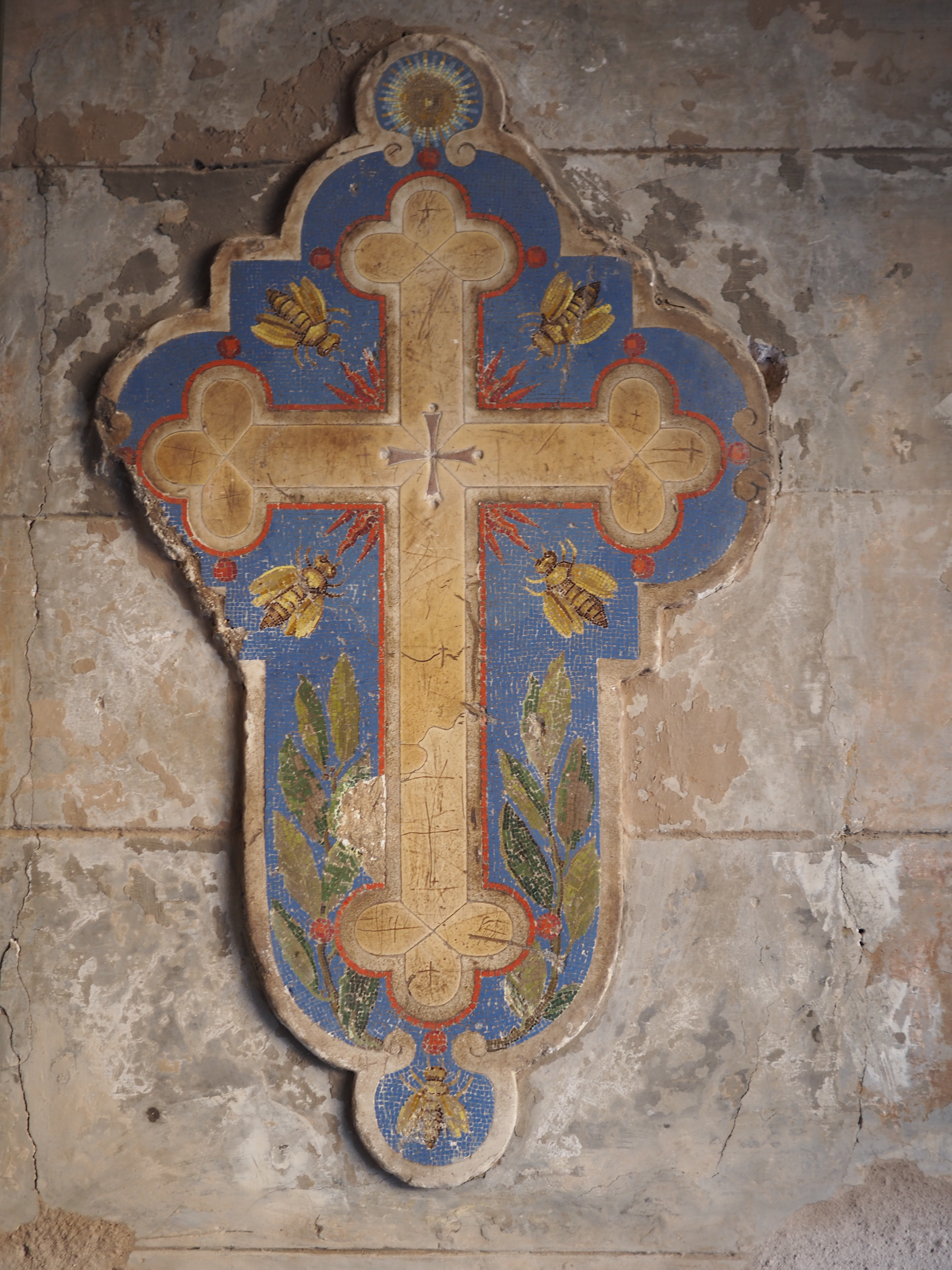
Kreuz Urban VIII

Die Kirche ist heute eine dreischiffige Säulenbasilika. Sie ist heute so wiederhergestellt, wie es ihrem Aussehen im Mittelalter entsprach. Die Säulenreihen laufen nicht parallel zum Chor, sondern leicht auseinandergehend. Der Abstand in der Breite beim Eingang beträgt 12,50 Meter, die letzte Säulenreihe vor dem Chor hat einen Abstand von 13,15 Metern. Die Säulen selbst sind in allen Säulenschäften antik, ebenso die Kapitelle der rechten Säulenreihe, sie folgen der Korinthischen Ordnung. Die Kapitelle der linken Reihe wurden, denen der rechten Seite folgend, im 19. Jahrhundert gearbeitet. Selten ist der gerade durchlaufende Architrav für eine mittelalterliche Kirche anstelle der zu erwartenden Arkadenbögen. Noch vor dem Bau von San Crisogono steht dieser Bautyp damit in der Tradition von Santa Maria Maggiore.
Die Kirche ist im Mittelschiff nicht gedeckt, so dass der Dachstuhl sichtbar ist, die Kreuzgewölbe der Seitenschiffe sind späteren Datums und waren nicht im ursprünglichen Zustand vorhanden. An der rechten Seite des Eingangsraumes befindet sich die erwähnte Weiheinschrift von 1090, ihr gegenüber eine weitere Jahrhunderte alte Inschrift, deren genaues Alter sowie das der beigefügten Ritzzeichnung unbekannt sind. Sie lautet: ABSCONDITE ELEMOSINAM / IN SINV PAVPERVM / & IPSA ORABIT PRO VOBIS, wohl ein Hinweis auf Franziska von Rom.
Die Empore über dem Eingang entstammt dem 16. Jahrhundert mit Beifügungen des 19. Jahrhunderts. Die Pilaster des Triumphbogens folgen Toskanischer Ordnung. Apsis und Altarnische wurden 1858 neu errichtet und im selben Jahr bemalt. Der Hochaltar ist eine Arbeit des späten 19. Jahrhunderts, dahinter steht die Statue Unbefleckte Empfängnis von 1858. Die Basis der Figur ist eine Spolie, eine Säulentrommel.
Das rechte Seitenschiff enthält verschiedene Ölgemälde mit Heiligendarstellungen des 20. Jahrhunderts, in der Innenwand ist abermals eine antike Säule vermauert. Im Seitenschiff vorne befindet sich ein Sarkophag mit einem Altar, darin befinden sich die Reliquien der hl. Aurelia.
Das linke Seitenschiff ist mit Marmor verziert, eine Inschrift erinnert an das 50-jährige Priesterjubiläum Papst Pius IX. Unter dem vierten Joch befindet sich ein Gemälde, es stellt Maria mit Kind und den heiligen Karl Borromäus sowie Gregor den Großen dar. Es stammt von 1727 und wurde im Auftrag eines spanischen Offiziers gearbeitet. Im Seitenschiff, am zweiten Joch, befand sich bis etwa 1966 ein Fresko aus der Schule Pietro Cavallinis, es ist heute nicht mehr vorhanden.